# West Beyrouth
West Beyrouth é um filme de comédia dramática franco-noruego-belgo-libanês de 1998 dirigido e escrito por Ziad Doueiri. 
Foi selecionado como representante do Líbano à edição do Oscar 1999, organizada pela Academia de Artes e Ciências Cinematográficas.

## Elenco
- Rami Doueiri - Tarek
- Mohamad Chamas - Omar
- Rola Al-Amin - May
- Carmen Lebbos - Hala
- Joseph Bou Nassar - Riad
- Liliane Nemri - Nahida
- Leïla Karam - Madam
- Hassan Farhat - Roadblock Militiaman
- Mahmoud Mabsout - Baker
- Fadi Abou Khalil - Bakery Militiaman